# Tyson Gay
Tyson Gay (ur. 9 sierpnia 1982 w Lexington) – amerykański lekkoatleta, sprinter, mistrz świata: w biegu na 100 m, biegu na 200 m, sztafecie 4 x 100 m. Trzykrotny uczestnik igrzysk olimpijskich (2008, 2012, 2016).

## Kariera

### 2007
W 2007 roku uzyskując czas 9,85 s zdobył złoty medal w Osace na 100 m. Podczas Mistrzostw Świata w Osace faworytem tej konkurencji był Asafa Powell, lecz dzięki temu, że Jamajczyk "spalił się psychicznie", gdy Amerykanin go dogonił, Gay wygrał. Powell w okresie przygotowawczym był kilka razy kontuzjowany, stąd też nie zaprezentował się dobrze na tych mistrzostwach. Natomiast na 200 m Gay odniósł pewne zwycięstwo wynikiem 19,76 s, który do 2009 r. był rekordem mistrzostw. Dwa dni później odniósł kolejne zwycięstwo. Tym razem w sztafecie 4 x 100 m. Drużyna USA uzyskała najlepszy wynik roku – 37,78 s. Gay tym samym okazał się królem sprintu Mistrzostw Świata w Lekkoatletyce 2007 wywożąc z Osaki 3 złote medale na dystansach sprinterskich. Dzięki tak udanemu sezonowi Gay został laureatem wielu prestiżowych nagród, m.in. został wybrany lekkoatletą roku przez IAAF oraz prestiżowy miesięcznik Track & Field News.

### 2008
W roku igrzysk w Pekinie, podczas mistrzostw kraju poprawił rekord USA czasem 9,77s. Później jednak doznał kontuzji i Gay przez jakiś czas przebywał na leczeniu w Niemczech. Na Igrzyskach dotarł do półfinału gdzie zajął piąte miejsce i odpadł z rywalizacji.

### 2009
Amerykanin nie obronił żadnego z trzech złotych medali mistrzostw świata, zdobył jednak srebro w biegu na 100 metrów, gdzie przegrał jedynie z bijącym po raz kolejny rekord świata Jamajczykiem – Usainem Boltem. W tym biegu Gay pobił rekord USA wynikiem 9,71, który to poprawił o 2 setne sekundy podczas wrześniowego mityngu w Szanghaju.

### 2010
16 maja w Manchesterze przebiegł dystans 200 metrów po prostej w czasie 19,41. Zwycięzca łącznej punktacji Diamentowej Ligi 2010 w biegu na 100 metrów.

### 2011
Z powodu kontuzji, której nabawił się podczas mistrzostw Stanów Zjednoczonych, nie wystąpił na przełomie sierpnia i września w światowym czempionacie w Daegu w Korei Południowej.

### 2012
Amerykanin nie startował na igrzyskach olimpijskich w Londynie  na 200 metrów – skupił się na dwukrotnie krótszym dystansie. W olimpijskim finale na 100 metrów zajął 4. miejsce z czasem 9,80. Kilka dni później wszedł w skład amerykańskiej sztafety 4 x 100 metrów, która ze na względu substancje dopingujące w organizmie Gaya została zdyskwalifikowana, mimo iż w biegu zajęła drugie miejsce. 

### 2013
Podczas czerwcowych mistrzostw Stanów Zjednoczonych przebiegł dystans 100 metrów w czasie 9,75 i został liderem list światowych. Na dwa razy dłuższym dystansie plasował się w tabelach tuż za Usainem Boltem. W lipcu poinformował media, że majowy test antydopingowy poza zawodami dał wynik pozytywny, a on sam rezygnuje ze startu na mistrzostwach świata w Moskwie.

## Życie prywatne
16 października 2016 roku jego 15-letnia córka Trinity Gay została postrzelona w szyję przed restauracją, a następnie przewieziona do szpitala i zmarła przed godz. 5:00 miejscowego czasu.

## Sukcesy

### Mistrzostwa świata
| Mistrzostwa Świata | Miasto | Data             | Konkurencja        | Wynik   | Miejsce   |
| ------------------ | ------ | ---------------- | ------------------ | ------- | --------- |
| Osaka 2007         | Osaka  | 26 sierpnia 2007 | Bieg na 100 m      | 9,84 s  | 1 miejsce |
| Osaka 2007         | Osaka  | 30 sierpnia 2007 | Bieg na 200 m      | 19,76 s | 1 miejsce |
| Osaka 2007         | Osaka  | 1 września 2007  | sztafeta 4 x 100 m | 37,78 s | 1 miejsce |
| Berlin 2009        | Berlin | 16 sierpnia 2009 | Bieg na 100 m      | 9,71 s  | 2 miejsce |

### Światowy Finał IAAF
- Monako 2005 - 1. miejsce (Bieg na 200 m)
- Stuttgart 2006 - 1. miejsce (Bieg na 200 m) & 3. miejsce (Bieg na 100 m)
- Saloniki 2009 - 1. miejsce (Bieg na 100 m)

### Puchar świata
- Ateny 2006 - 1. miejsce (Bieg na 100 m) & 1. miejsce (Sztafeta 4 x 100 m)

## Rekordy życiowe
| Konkurencja | Czas  | Wiatr    | Miejsce                      | Data             |
| ----------- | ----- | -------- | ---------------------------- | ---------------- |
| 100 m       | 9,69  | +2,0 m/s | Szanghaj, Chiny              | 20 września 2009 |
| 200 m       | 19,58 | +1,3 m/s | Nowy Jork, Stany Zjednoczone | 30 maja 2009     |